# Єдина (фільм, 2019)
Єдина — американський постапокаліптичний романтичний фільм 2019 року режисера Такаші Дошера. Прем'єра відбулася на кінофестивалі «Трайбека» у 2019 році та вийшла в кінотеатрах 6 березня 2020 року. Згодом він вийшов на «Netflix US» 5 липня 2020 року, швидко піднявшись у десятку найпопулярніших фільмів на платформі.

## Про фільм
Жінки помирають по всій планеті, що є цьому причиною — невідомо. Скрізь введено надзвичайний стан, в будь-який момент у квартирі може з'явитися спецзагін із жорсткою перевіркою.
У цій божевільній атмосфері Вілл і Єва намагаються вижити. Чоловік облаштував притулок, призначений для порятунку коханої.
Невже вона стане останньою жінкою у світі?

## Знімались
| Актор               | Роль   |
| ------------------- | ------ |
| Фріда Пінто         | Єва    |
| Леслі Одом-молодший | Вілл   |
| Чендлер Ріггз       | Кейсі  |
| Джейсон Ворнер Сміт | Артур  |
| Марк Ешворт         | Форест |